# Stadionul Municipal Drobeta-Turnu Severin
Stadionul Municipal este o arenă sportivă multifuncțională din Drobeta-Turnu Severin, România. Cu o capacitate de 20.054 de locuri, acesta este unul din cele mai mari stadioane de fotbal din România. Stadionul a fost 
inaugurat în anul 1977, aparține echipei FC Drobeta-Turnu Severin și este utilizat în principal pentru meciuri de fotbal.A fost folosit 
de clubul FC U Craiova 1948 și Viitorul Pandurii Târgu Jiu, iar anterior a mai fost folosit de CS Turnu Severin și temporar de Pandurii Lignitul Târgu Jiu (2010-2011)și CS Universitatea Craiova (2016-2017,2022).
Din ianuarie 2009, stadionul a fost în plin proces de modernizare, acesta implicând: schimbarea gazonului, reabilitarea tribunelor, a vestiarelor, dar și refacerea pistei de atletism a arenei, precum și nocturna.
Stadionul Municipal Drobeta-Turnu Severin a fost într-un amplu proces de renovare ce a implicat reabilitarea tribunelor pe care au fost montate 20.054 de scaune, gazonul a fost refăcut, ceea ce a implicat o serie de lucrări precum:
- Suprafața de joc a fost gata după patru luni de zile. Ea conține 21 de drenuri plus o centură perimetrala, de colectare și deversare a apei.
- Suprafata de joc este pe nisip steril cu sistem automat de irigare.
- Modernizarea vestiarelor și a tunelului de acces.
- S-au înlocuit toate gardurile împrejmuitoare.
- Pista de atletism modernizată.
- Reabilitare tribune unde au fost montate scaune.
- Instalație nocturnă, pentru a îndeplini condițiile omologării FIFA.

Odată cu renovarea completă, Municipalul din Drobeta-Turnu Severin a devenit un stadion la standarde europene.
Stadionul Municipal a fost inaugurat în mod oficial pe 1 decembrie 2009 printr-un amical FC Drobeta - Universitatea Craiova.

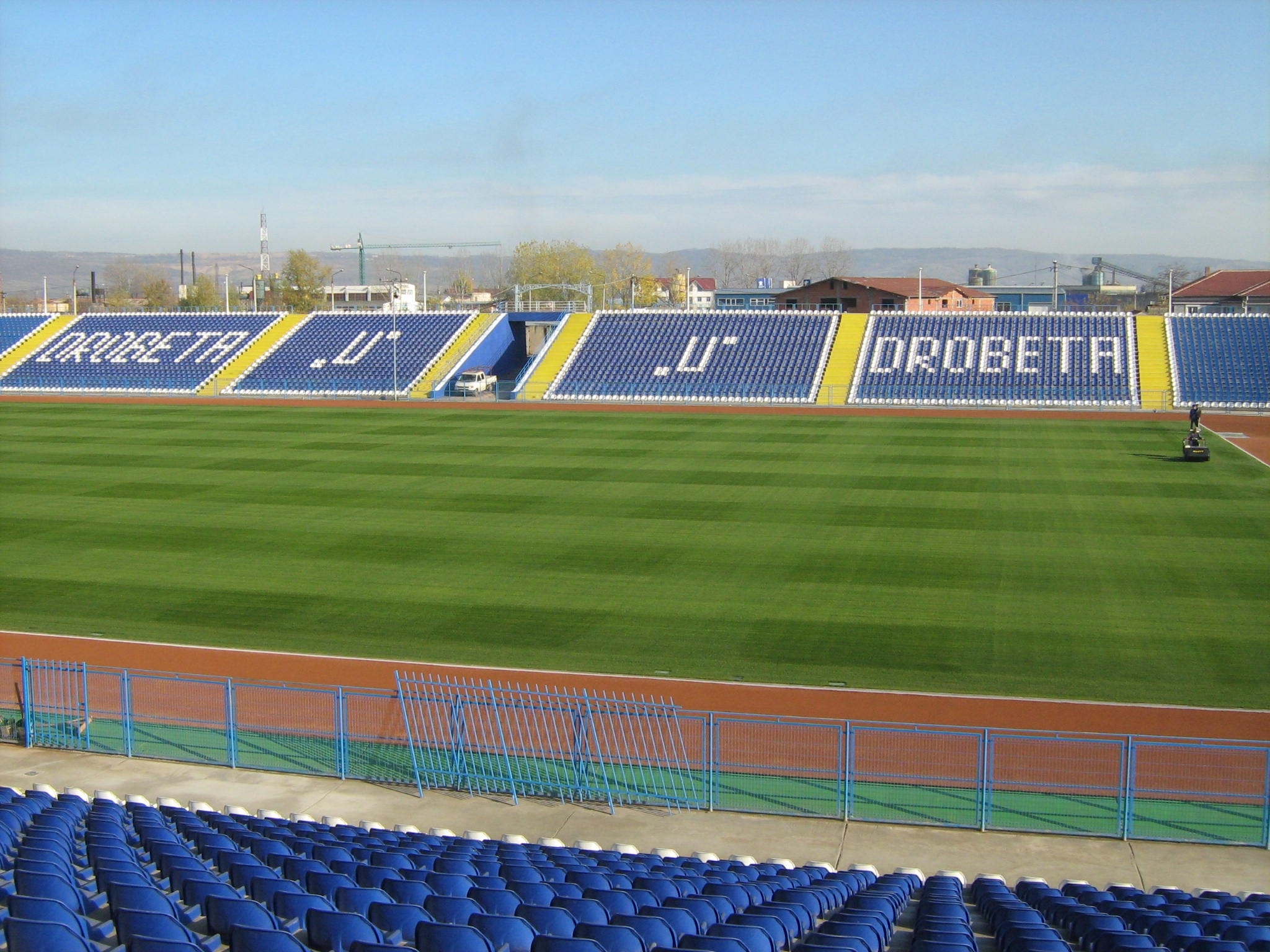
Stadionul Municipal